# Chrysobothris chuckbellamyi
Chrysobothris chuckbellamyi es una especie de escarabajo del género Chrysobothris, familia Buprestidae. Fue descrita científicamente por Westcott en 2014.